# María Dolores de Pablos
María Dolores de Pablos Zorrilla (Madrid, 27 de febrero de 1917-19 de diciembre de 1981) fue una poeta y astróloga española cofundadora de la tertulia poética Versos con faldas.

## Trayectoria
De Pablos nació en Madrid, en el barrio de Maravillas,  hija de Consuelo Zorrilla González y Victoriano de Pablos Crespo, impresor y litógrafo, que fundó la imprenta Litografía de Pablos. Su familia era católica y monárquica, lo cual influyó en su formación de adolescente. Empezó sus estudios en el colegio María Inmaculada de la calle de Fuencarral, y desde pequeña manifestó afición por la lectura, pero un tío suyo supervisaba sus lecturas llegando a quemar algunos libros. Con el advenimiento de la Segunda República, sus padres, contrarios a la educación mixta, la matricularon en la Asociación para la Enseñanza de la Mujer, donde estudió secretariado, además de francés, alemán y mecanografía.
Tras la guerra civil, que pasó en Madrid, empezó a trabajar como mecanógrafa en una comisaría, para pasar más tarde a una heladería y a otros empleos. En 1946, se casó con José San Miguel, veterinario con plaza en Sepúlveda, a donde se trasladaron a vivir, pero el nacimiento de su primer hijo en 1947 fue la excusa para que De Pablos volviera a Madrid en 1948 a casa de sus padres, en la calle Manuela Malasaña, núm. 30. Fue entonces cuando comenzó su relación con las distintas tertulias poéticas y fundó, junto a Gloria Fuertes y Adelaida Las Santas, Versos con faldas. El primer encuentro tuvo lugar el 5 de marzo de 1951.
En 1950, el marido de De Pablos fue trasladado a Madrid, con lo que la pareja volvió a reunirse. En 1952 nació su hija Paloma. Unos años antes, se había iniciado en la teosofía, y a raíz de la prohibición de las tertulias, acaecida en 1952 por orden gubernativa, empezó a acudir a las reuniones de astrología. Entre 1958 y 1960, presentó en Radio España el espacio diario Dos sueños cada día, en el que interpretaba los sueños de los oyentes. El final del programa coincidió con la muerte de su madre y al año siguiente de su hija; se refugió entonces en su hijo mayor, José Luis, al que inició en la astrología.
En 1963, fundó una escuela de astrología en la trastienda de la librería Armenteros, propiedad de Jesús Armenteros, amigo de su etapa teosófica, y empezó a enseñar con bastante éxito la disciplina. La Escuela Cultura Astrológica se consolidó en 1973 y en ella ejerció De Pablos la docencia hasta su muerte, que se produjo en Madrid el 19 de diciembre de 1981. Su hijo se hizo cargo de la escuela.
La obra poética de De Pablos quedó inédita, salvo algunos versos que se publicaron en la primera edición de Versos con Faldas (1983) y un poema aparecido en 1992 en la revista Espacio y Tiempo. Su esfuerzo en el ámbito editorial estuvo centrado en la publicación de libros de astrología, algunos en colaboración con su hijo. Junto a él dirigió y editó Cuadernos de Cultura Astrológica y el Anuario astrológico Alfonso X el Sabio.

## Obra
- 1979. Así nació el siglo XX. Astrología. Ed. de la autora.
- 1979. Las comparaciones astrológicas. Ed. de la autora.
- 1981. Principios de Astrología general. Fundamentos astronómicos de la carta astrológica (volumen I). Luis Cárcamo editor.
- 1982. Anuario astrológico Alfonso X el Sabio, que había dirigido con su hijo.
- En la segunda antología de Versos con faldas (2019) se incluyen tres sonetos: La guardia de las espadas, La amortajadora y Mendigo poeta.[1]
- 2022. La voz encontrada (poesía). Ed. Fran Garcerá y Marta Porpetta. Torremozas, Madrid.

## Reconocimientos
La labor de De Pablos como maestra de astrólogos tuvo gran reconocimiento desde un principio, reconocimiento que supera la barrera del siglo, en gran parte gracias a la labor de su hijo, José Luis San Miguel de Pablos, al frente de la escuela.
En cuanto a su labor poética, el 19 de febrero de 1982 se produjo un recital en la Casa de Zamora en su recuerdo en el que intervinieron Gloria Fuertes, Adelaida Las Santas y Alicia Altabella. Una década más tarde, en febrero de 1992 se celebró otro homenaje a la poeta y astróloga en el que intervinieron de nuevo sus compañeras de Versos con faldas, además de su hijo José Luis.